# Alte Pfarrkirche Wattens

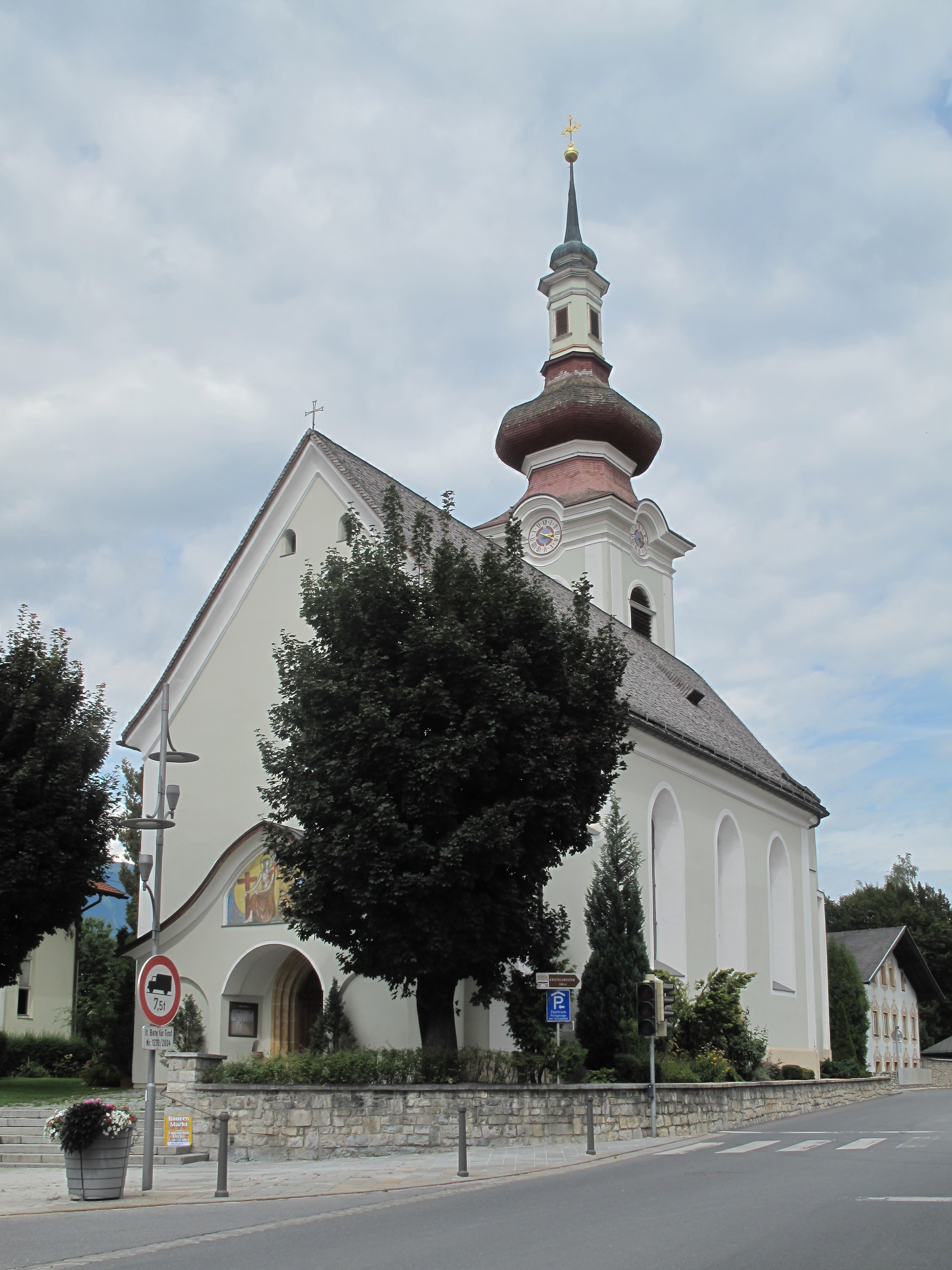
Alte Pfarrkirche hl. Laurentius in Wattens

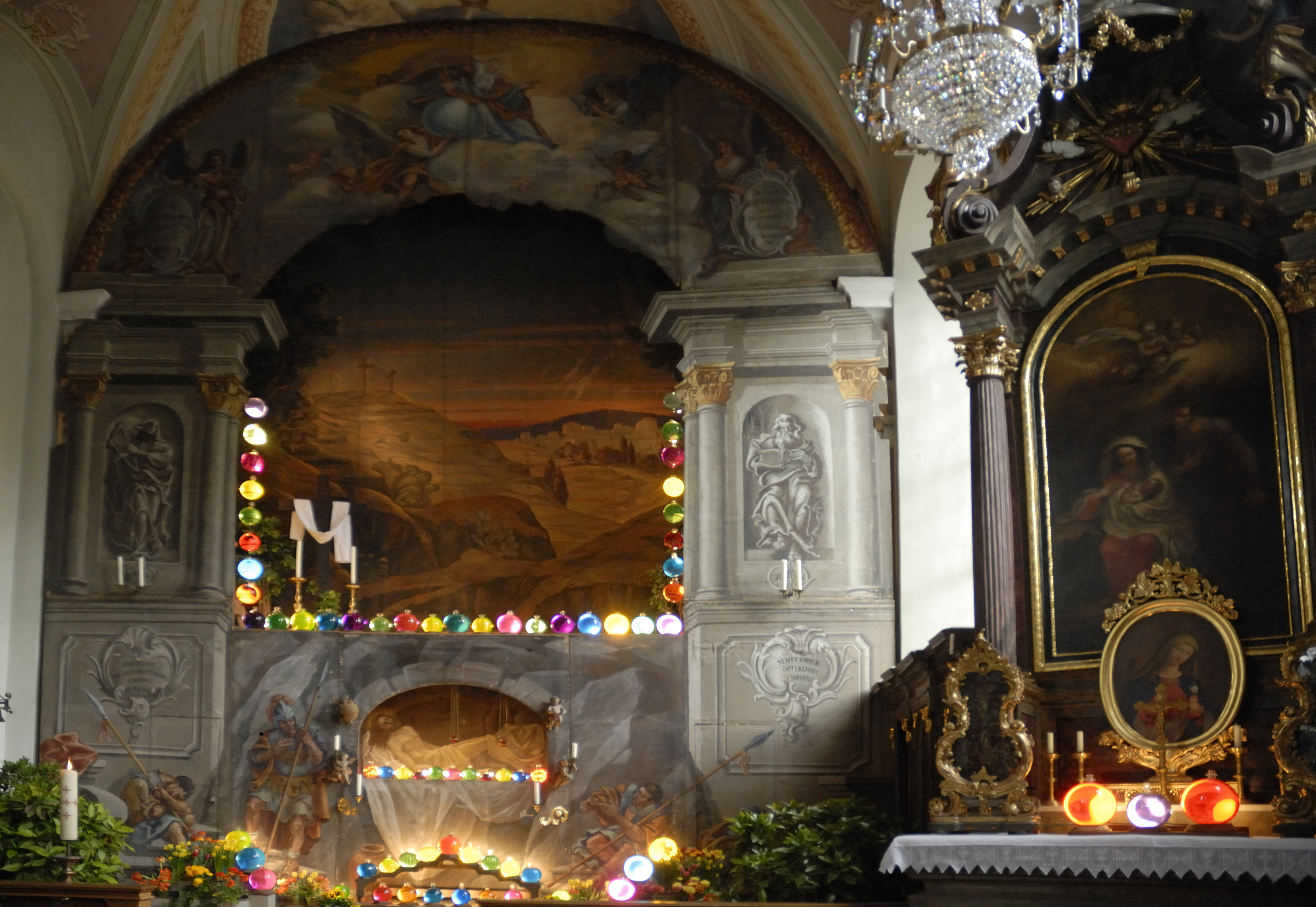
Heiliges Grab beim rechten Seitenaltar

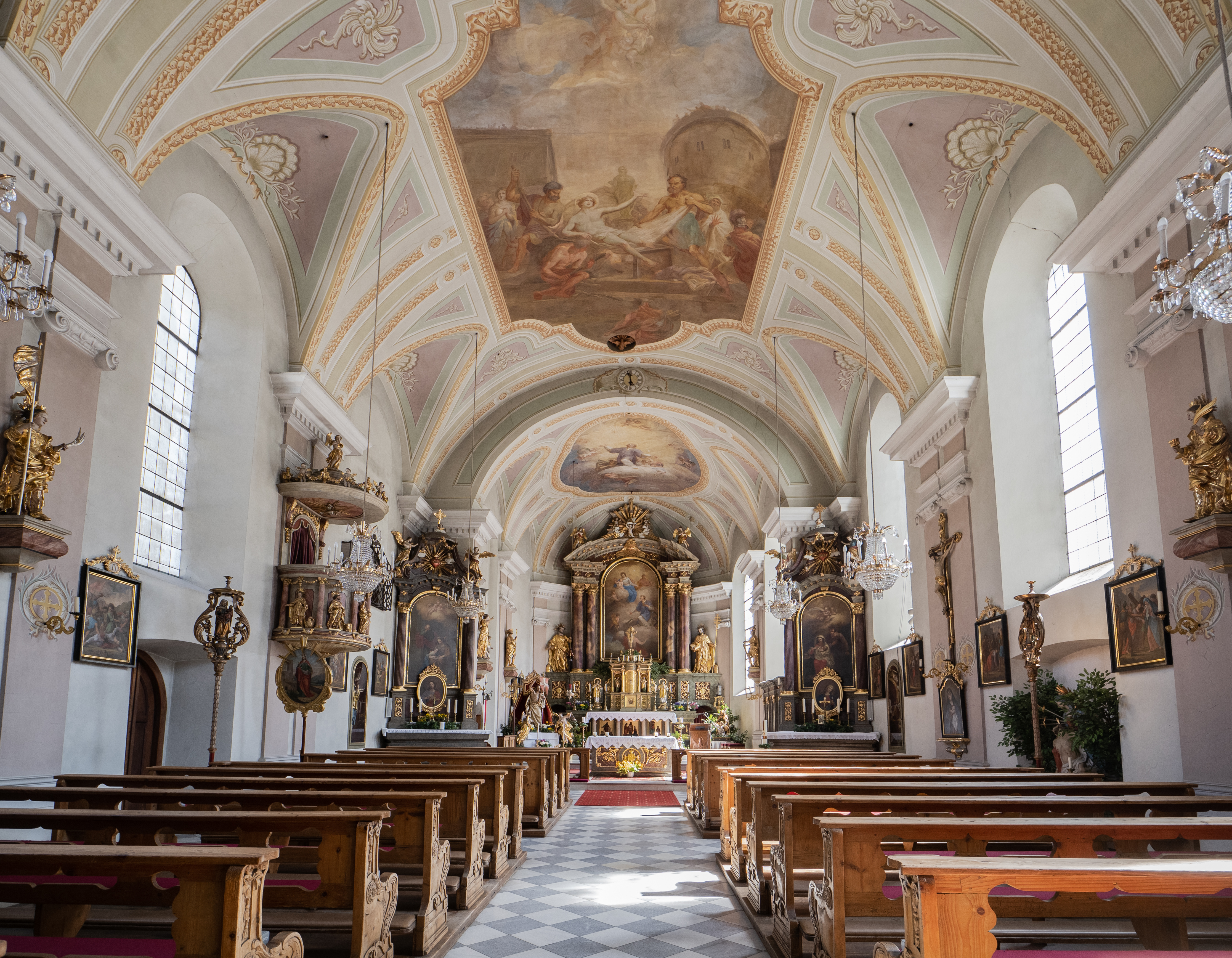
Das Kircheninnere

Die römisch-katholische Alte Pfarrkirche Wattens steht in der Marktgemeinde Wattens im Bezirk Innsbruck-Land im Bundesland Tirol. Die dem Patrozinium des hl. Laurentius unterstellte ehemalige Pfarrkirche gehört zum Dekanat Schwaz in der Diözese Innsbruck. Die Kirche steht unter Denkmalschutz (Listeneintrag).

## Geschichte
Urkundlich wurde 1336 eine Kirche genannt. Der spätgotische Kirchenbau entstand um 1495/1500 durch den Baumeister Jobst Kiesel. Nach einem Brand 1809 wurde von 1810 bis 1811 nach den Plänen des Architekten Franz Josef Kerle eine klassizistische Dorfkirche mit einem mächtigen Nordturm erbaut und 1820 geweiht. 1973 erfolgte eine Außenrestaurierung.

## Architektur
Die Kirche ist von einem ehemaligen Friedhof umgeben.
Das Kirchenäußere zeigt ein schlichtes mit Eckquaderleisten eingefasstes Langhaus unter einem steilen Satteldach auf einer profilierten Kehle. Im eingezogenen zweijochigen Chor ist im ersten Joch im unteren Bereich der ehemalige einjochige spätgotische Chor erhalten, der Chor zeigt sich mit Lisenengliederung und hat einen Dreiseitschluss. Der Turm, im Unterteil spätgotisch, hat Eckpilaster, das Glockengeschoß hat rundbogige Schallfenster und trägt einen geschweiften Helm mit Laterne. Die südlich angebaute Sakristei ist spätgotisch.

## Einrichtung
Die Rokoko-Altäre, die Kanzel, Beichtstühle und Bestuhlung entstanden um 1810 mit dem Tischler Georg Schwaiger, die Figuren schuf Johann Giner der Ältere.
Die Orgel baute Mathias Mauracher 1811 und wurde 1923 erneuert.